# Edifício Mandarim

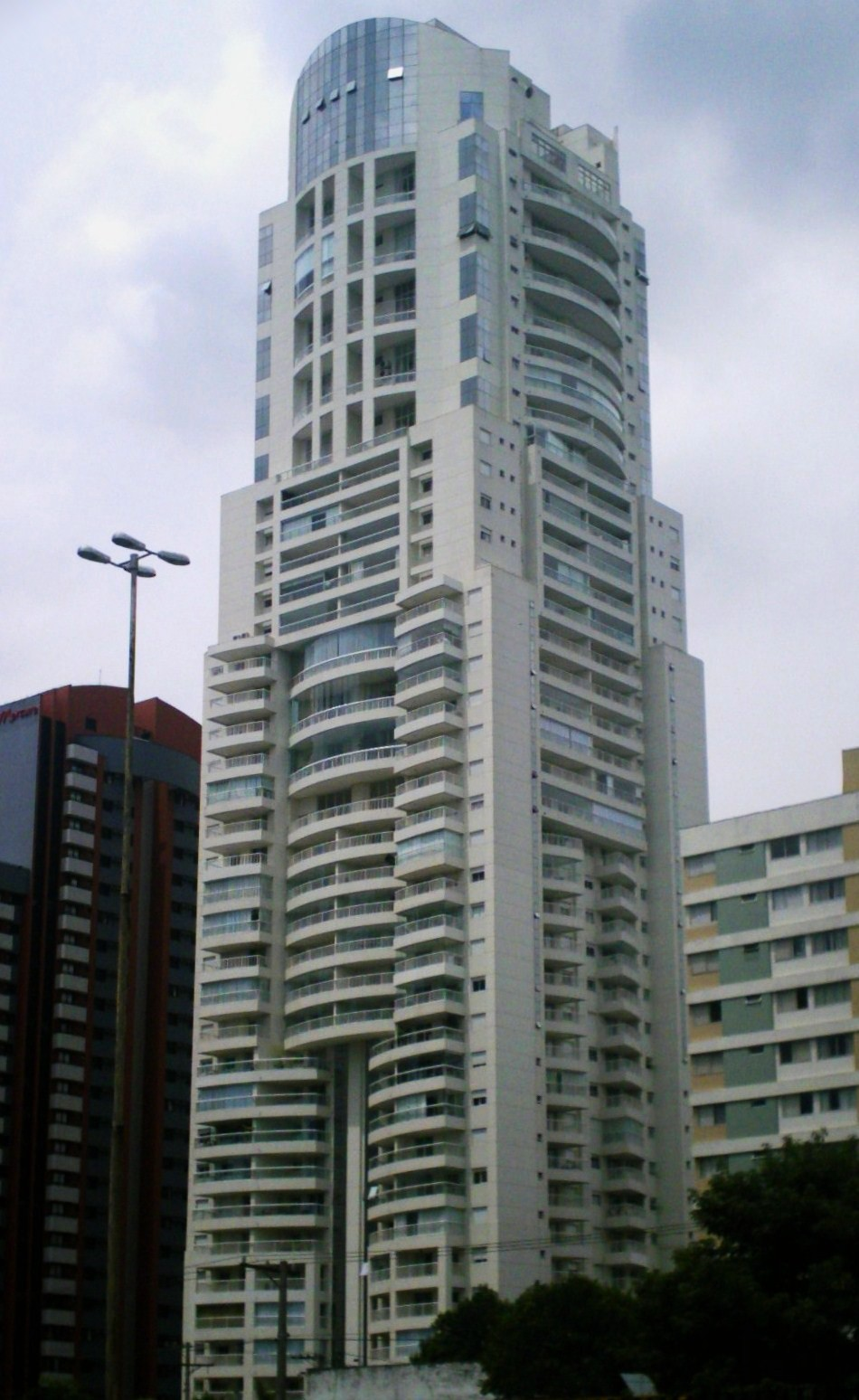
Mandarim visto da Estação Berrini da CPTM

O Edifício Mandarim é um edifício que já foi o residencial mais alto da cidade de São Paulo. Possui 137 metros de altura.
Está localizado no bairro do Brooklin, no distrito do Itaim Bibi, quase à beira da Marginal do Rio Pinheiros, próximo a outros grandes arranha-céus da cidade.